# エキスプレス・トラベル
株式会社エキスプレス・トラベル（Xpress Travel Ltd.）とはかつて存在し東京都中央区に本社があった旅行会社である。旧称は日本交通観光株式会社で、東京のハイヤー・タクシー会社日本交通のグループ会社として「トライツアー」の名で長く営業していた。「日本交通観光」時代は、旅行ブーム到来以前から中堅エージェンシーとして実績を重ねており、1971年の与論島ツアー企画以降は同島の観光開発にも大きく貢献した。また、財団法人国際青少年研修協会と協力し、青少年育成事業（国際交流キャンプなど）にも力を入れていた。
2005年になって日本交通の傘下から離れ、その後香港のエキスプレス・グループ（陳恒輝会長）の関連会社となる。首都圏や関西圏に23店舗（2008年11月時点）出店しており、主にマイカルが運営する商業施設サティ内のテナントを中心において展開していた。

## 沿革
- 1952年（昭和27年）1月29日 - 清和自動車交通（株）として設立。
- 1956年（昭和31年）12月20日 - 日本交通（株）が全株式を取得。
- 1957年（昭和32年）
  - 1月10日 - 日本交通タクシー（株）に商号変更。
  - 6月1日 - 日本交通（株）へタクシー事業を譲渡（目白営業所）。
- 1962年（昭和37年）
  - 4月10日 - 日本交通観光（株）に商号変更。同時に事業形態を旅行業に変更。
  - 7月1日 - 旅行業として営業開始。
- 2004年（平成16年）2月19日 - 新会社を設立し営業を移行する[注釈 1]。
- 2005年（平成17年）
  - 3月25日 - JMAM夢楽章1章投資事業組合が全株式を取得。
  - 10月4日 - （株）モックが全株式を取得し子会社化。
- 2006年（平成18年）
  - 2月24日 - （株）モックが株式譲渡契約を解除。
  - 7月 - （株）ジャパン・エキスプレス・トラベル・ホールディングス[注釈 2]が全株式を取得。
- 2007年（平成19年）11月1日 - 株式会社クリスタル旅行と合併し、株式会社エキスプレス・トラベルに商号変更[1]。
- 2008年（平成20年）11月14日 - 東京地裁に自己破産を申し立てる[2]。

## 店舗
東京都
- イトーヨーカドー金町店（葛飾区）
- イトーヨーカドー高砂店（葛飾区）
- LaLaテラス南千住店（荒川区）

千葉県
- 北小金サティ店（松戸市）
- 津田沼モリシア店（習志野市）

神奈川県
- 天王町サティ店（横浜市保土ケ谷区）
- 橋本サティ店（相模原市）
- マイカル本牧店（横浜市中区）

大阪府
- 布施サティ店（東大阪市）
- 鴻池サティ店（東大阪市）
- 北千里サティ店（吹田市）
- 茨木ビブレ店（茨木市）
- 新金岡サティ店（堺市北区）
- 枚方サティ店（枚方市）

京都府
- 向日町サティ店（向日市）

兵庫県
- 明石サティ店（明石市）
- 明石ビブレ店（明石市）
- 小野サティ店（小野市）
- 加古川サティ店（加古川市）
- ジェームス山サティ店（神戸市垂水区）

奈良県
- 桜井ヤマトー店（桜井市）

茨城県
- LALAガーデンつくば店（つくば市）

## 営業停止問題
2008年11月13日、同社（代表取締役社長　陳統武）は社団法人日本旅行業協会（JATA）に対して電話で全店舗を閉鎖した旨について報告を行ったことが明らかになり、同日以降において営業が休止されたままとなっている。同社はJATAの正会員企業であるため万一の経営破綻が生じた場合、同社の客などに対しては弁済制度で代金返還が行われる場合がある。
関東や関西を中心に大型商業施設内などで23店舗（2008年10月1日現在）を展開するなど業容拡大を図ったものの、競合の激化に伴う単価の下落が影響し、2007年9月期の年売上高は約30億4900万円に減少、その後も世界的な経済の減速や旅行需要の低迷、原油価格の高騰による燃油サーチャージへの影響などにより多額の損失を計上、大幅な債務超過に陥った。こうしたなか、2008年11月7日にエキスプレス・グループ・リミテッドより、日本での旅行事業から撤退する意向が通知され、事業を継続すべく新たなスポンサーを募り交渉を続けていたが、不調に終わったものである。
2008年11月14日、東京地裁に自己破産を申請し、19日に破産手続き開始決定を受けた。負債総額は、約6億7,900万円。破産管財人は宮谷隆弁護士ほか。